# Flota del Área Sudeste
La Flota del Área Sudeste (南東方面艦隊 Nantō Hōmen Kantai?) fue una flota de la Armada Imperial Japonesa que sirvió en la Segunda Guerra Mundial.

## Historia
La Flota del Área Sudeste fue un comando operativo de la Armada Imperial Japonesa combinando divisiones restantes de la 8.ª Flota con la 11.ª Flota Aérea, la 5.ª Fuerza de Base Especial. La Flota del Área Sudeste se estableció el 24 de diciembre de 1942, durante las semanas de disminución de la campaña de Guadalcanal, con sede en Rabaul, Nueva Bretaña.
En febrero de 1944, después de fuertes pérdidas en la campaña de las islas Salomón y la campaña de Nueva Bretaña, la mayoría de supervivientes japoneses y las fuerzas navales de aeronaves se retiraron de Arawe, después de su batalla, a Rabaul y de la capital a Truk en las Carolinas. Sin embargo, a falta de transporte, la mayor parte del personal militar de la Zona Sudeste fue abandonado en Rabaul, junto con remanencias del 8.º Ejército, que quedaron aislados hasta el final de la guerra.

## Comandantes de la flota
Comandante en Jefe
| N.º | Nombre          | Imagen | Rango         | Fecha                   | Fecha                   |
| N.º | Nombre          | Imagen | Rango         | Comienzo                | Final                   |
| --- | --------------- | ------ | ------------- | ----------------------- | ----------------------- |
| 1   | Jin'ichi Kusaka |        | Vicealmirante | 24 de diciembre de 1942 | 6 de septiembre de 1945 |

Jefe de Estado Mayor
| N.º | Nombre             | Imagen | Rango           | Fecha                   | Fecha                   |
| N.º | Nombre             | Imagen | Rango           | Comienzo                | Final                   |
| --- | ------------------ | ------ | --------------- | ----------------------- | ----------------------- |
| 1   | Yoshimasa Nakahara |        | Contraalmirante | 24 de diciembre de 1942 | 29 de noviembre de 1943 |
| 2   | Ryūnosuke Kusaka   |        | Contraalmirante | 29 de noviembre de 1943 | 6 de abril de 1944      |
| 3   | Sadatoshi Tomioka  |        | Contraalmirante | 6 de abril de 1944      | 7 de noviembre de 1944  |
| 4   | Naosaburō Irifune  |        | Vicealmirante   | 7 de noviembre de 1944  | 6 de septiembre de 1945 |